# Alexandra Louison
Pour les articles homonymes, voir Louison.
Alexandra Louison , née le 14 juillet 1982 à Roche-la-Molière (Loire), est une triathlète et duathlète professionnelle française, championne de France de duathlon courte distance et longue distance et vainqueur sur triathlon Ironman. Elle pratique aussi la course de fond et le cross-country.

## Biographie

### Jeunesse
Alexandra Louison pratique le triathlon depuis l'âge de 15 ans. Elle devient professionnelle en 2007 après avoir obtenu en 2005 un diplôme d'une école supérieure de commerce à Sophia Antipolis. Elle pratique dans sa jeunesse la gymnastique et le rock acrobatique et découvre le triathlon en suivant ses parents qui pratiquent ce sport. Grâce à un programme aménagé de son école supérieure, elle poursuit ses études tout en s'entrainant pour devenir professionnelle.

### Carrière sportive
Alexandra Louison connait ses premiers succès en 2002 en remportant le championnat de France de triathlon d'hiver et en prenant la 7e place du championnat du monde de duathlon dans la catégorie espoir (U23). Elle remporte pour sa première année professionnelle, en 2005, l'Ironman 70.3 de Monaco.
En 2007, après avoir remporté la troisième place des championnats d'Europe de duathlon, elle remporte l'Ironman France face à l'Espagnole et favorite Virginia Berasategui et devient la troisième française à remporter l'épreuve niçoise. Malgré la qualification pour le championnat du monde d'Ironman que lui rapporte également cette victoire, elle fait le choix de ne pas participer cette année à l'épreuve de Kona, au regard d'un calendrier de course très fourni qui ne lui offre pas un temps de récupération suffisant pour aborder la mythique épreuve dans les meilleures conditions.
En 2013, elle prend la deuxième place des championnats de France de triathlon longue distance et remporte, quelques semaines plus tard, le championnat distance L de duathlon à Cambrai. Favorite de cette compétition mais sur un parcours vélo qui ne lui convient pas au mieux, c'est sur la deuxième course à pied qu'elle comble l'écart de quatre minutes qui la sépare d'Émilie Jamme et qui la voit prendre définitivement l’avantage pour gagner son second titre dans cette spécialité, après celui de 2011.
À compter de 2014, elle se consacre plus particulièrement à la course de fond avec pour objectif de participer au marathon de Paris et à diverses compétition de cross-country. Elle finit 10e française (11e au scratch) au championnat de France en 2014. Elle a également terminé 13e française en 2012 et 15e française en 2013.

### Carrière militaire
Alexandra Louison fait partie du 54e régiment d'artillerie de l'Armée de terre française.

## Palmarès
Le tableau présente les résultats les plus significatifs (podium) obtenus sur le circuit national et international de triathlon et de duathlon depuis 2005,.
| Année | Compétition                           | Pays    | Position      | Temps           |
| ----- | ------------------------------------- | ------- | ------------- | --------------- |
| 2013  | Championnat de France de duathlon (L) | France  | Médaille d'or | Timing          |
| 2013  | Championnats de France XL             | France  |               | 4 h 49 min 10 s |
| 2013  | Triathlon XL de l’Alpe d’Huez         | France  |               | 2 h 15 min 13 s |
| 2013  | Triathlon XL de Gerardmer             | France  |               | 5 h 5 min 11 s  |
| 2013  | Natureman                             | France  |               | 4 h 50 min 10 s |
| 2012  | Championnats de France XL             | France  |               | 4 h 49 min 56 s |
| 2011  | Championnat de France de duathlon (L) | France  |               | 4 h 3 min 2 s   |
| 2011  | Triathlon XL - Saint-Cyr-sur-Mer      | France  |               | Timing          |
| 2011  | Extreman 226 - XXL                    | Espagne |               | Timing          |
| 2011  | Embrunman                             | France  |               | 11 h 44 min 5 s |
| 2010  | Embrunman                             | France  |               | 11 h 51 min 6 s |
| 2010  | Ironman France                        | France  |               | 9 h 38 min 25 s |
| 2009  | Triathlon de Gérardmer                | France  |               | 2 h 24 min 8 s  |
| 2009  | Challenge France                      | France  |               | Timing          |
| 2009  | Embrunman                             | France  |               | Timing          |
| 2008  | Ironman France                        | France  |               | 10 h 3 min 46 s |
| 2007  | Ironman France                        | France  |               | 9 h 49 min 11 s |
| 2007  | Ironman 70.3 Monaco                   | Monaco  |               | 4 h 49 min 43 s |
| 2007  | Embrunman                             | France  |               | Timing          |
| 2005  | Ironman 70.3 Monaco                   | Monaco  |               | 5 h 18 min 10 s |